# 11
11（十一、じゅういち、とおあまりひとつ）は自然数、また整数において、10の次で12の前の数である。桁の底が十を超えるN進法では B と表記される。この場合、一つ前の十は A と表記される。
十一を意味する英語の eleven やドイツ語の Elf の語源は、「残りが一つ」である。これは、指で十まで数えた後に一つ残ることを意味する。
英語では、数詞でeleven、序数詞では、11th、eleventh となる。
ラテン語では undecim（ウーンデキム）。

## 性質
- 11は5番目の素数である。1つ前は7、次は13。
  - 2桁では最小の素数である。
  - 約数の和は12。
- 5番目のリュカ数である。1つ前は7、次は18。
- 4番目のソフィー・ジェルマン素数である。1つ前は5、次は23。
- 3番目の安全素数である。1つ前は7、次は23。
  - ソフィー・ジェルマン素数、安全素数両方当てはまる2番目の素数である。1つ前は5、次は23。(オンライン整数列大辞典の数列 A59455)
- 3番目のスーパー素数である。1つ前は5、次は17。
- 1/11 = 0.090909… (下線部は循環節で長さは2)
  - 逆数が循環小数になる数で循環節が2になる最小の数である。次は22。
  - 循環節が n になる最小の数である。1つ前の1は3、次の3は27。(オンライン整数列大辞典の数列 A003060)
- p = 11 のときの 2p − 1 という形で表すメルセンヌ数において、p が素数のとき初めて合成数になる数である。次は23。

211 − 1 = 2047 = 23 × 89
- 11 = 11 + 0 × i (iは虚数単位)
  - a + 0 × i で表される3番目のガウス素数である。1つ前は7、次は19。
- 2番目の 8n + 3 型の素数であり、この類の素数は x2 + 2y2 と表せるが、11 = 32 + 2 × 12 である。1つ前は3、次は19。
- 13との組 (11, 13) は、3番目の双子素数。1つ前は(5, 7)、次は(17, 19)。
- (5, 7, 11, 13) は最初の四つ子素数。また、(11, 13, 17, 19) も四つ子素数である。次は(101, 103, 107, 109)。
- 11 = 23 + 3
  - n = 3 のときの 2n + 3 の値とみたとき1つ前は7、次は19。(オンライン整数列大辞典の数列 A062709)
    - 2n + 3 の形の3番目の素数である。1つ前は7、次は19。(オンライン整数列大辞典の数列 A057733)

  - n = 3 のときの 2n + n の値とみたとき1つ前は6、次は20。(オンライン整数列大辞典の数列 A006127)
- 11 = 32 + 2
  - n = 2 のときの 3n + 2 の値とみたとき1つ前は5、次は29。(オンライン整数列大辞典の数列 A168607)
    - 3n + 2 の形の3番目の素数である。1つ前は5、次は29。(オンライン整数列大辞典の数列 A057735)

  - n = 2 のときの 3n + n の値とみたとき1つ前は4、次は30。(オンライン整数列大辞典の数列 A104743)
    - 3n + n の形の最小の素数である。次は6569。(オンライン整数列大辞典の数列 A273942)
- 2個の素数の和で表せない4番目の数である。1つ前は3、次は17。(オンライン整数列大辞典の数列 A014092)
- n = 11 のときの n! + 1 で表せる 11! + 1 = 39916801 は素数である。n! + 1 の形の階乗素数を生む4番目の数である。1つ前は3、次は27。(オンライン整数列大辞典の数列 A002981)
- 11# + 1 = 2 × 3 × 5 × 7 × 11 + 1 = 2311 であり、n# + 1 の形で素数を生む(n# は素数階乗で n 以下の素数の総乗)。
- 十進法における11番目の回文数である。1つ前は9、次は22。また、5番目の回文素数でもある。1つ前は7、次は101。
  - 十進法において、2桁の自然数では唯一の回文素数。また1桁の数を除くとどんな|N|>1に対するN進法においても最小の回文数であり、1が2つ並ぶぞろ目でもある。112 = 121、113 = 1331、114 = 14641 もまた回文数である[1]。
- 偶数桁の回文数は11の倍数である。
- 十進法の九九で表せない（登場しない）整数のうち最小の数である。なお 11 以上の素数は九九には登場しない。
- ハーシャッド数でない最小の自然数である。次は13。(オンライン整数列大辞典の数列 A065877)
  - 各位の和が11となるハーシャッド数の最小は209、1000までに8個、10000までに16個ある。
- 2番目のグッド素数である。
- 13n − 1 の形式の実数部・虚数部を持たないアイゼンシュタイン素数である。
  - アイゼンシュタイン素数かつガウス素数である最小の数。次は23。
- ストロボグラマティック素数かつ二面角素数である。
- ある数が 11 で割り切れれば、それを逆から書いた数も 11 の倍数になる。そして、ある数の全ての隣り合った桁の数字の和が 9 を超えていないならば、その数に 11 を掛け、それを逆から書いた数を 11 で割ると、元の数を逆から書いた数が出力される（例えば 142312 × 11 = 1565432, 2345651 ÷ 11 = 213241）。
- 十進法で 11 とある数との乗法を簡単に行う方法がある。桁数が、
  - 1桁 - 数を複製する（すなわち 2 × 11 = 22 である）。
  - 2桁 - 2桁を加えて、結果を真ん中に置く（例：47 × 11 = 4(4 + 7)7 = 517）。
  - 3桁 - 掛ける数の1番右の桁が結果の1番右の桁となり、結果の2番目の桁は掛ける数の1番右と2番目の桁の和であり、結果の3番目の桁は掛ける数の2番目と3番目の数の和であり、結果の4番目の桁は掛ける数の3番目の桁である。和が10以上である場合には1繰り上がる。例えば 123 × 11 = 1(1 + 2)(2 + 3)3 = 1353, 481 × 11 = 4(4 + 8)(8 + 1)1 = 5291 である。
  - 4桁以上 - 3桁の場合と同様。
- シュテルマー数（英語版）、ヘーグナー数であり、また、ミルズ定数（英語版）によって生成されるミルズ素数である。
- 3変数のヘルムホルツ方程式を変数分離のテクニックを使用して解くことができる、11 の直角な曲線の（等角の対称の中への）座標系が存在する。
- 35 個のヘキソミノのうち 11 個が立方体を形成するため折り畳むことができる。66 個のオクチアモンドのうち 11 個を八面体を形成するため折り畳むことができる。
- 無作為に選ばれた分割数が11の倍数である確率は 1/11 よりずっと高い。
- ポリオミノの研究の指導者、および貢献者であるデイビッド・A・クラルネルによると、長方形を奇数個の矩形でない合同なポリオミノに切り分けることが可能である。11は、最も少ないそのような数、素数である唯一のそのような数、および3の倍数ではない唯一のそのような数である。
- 折り紙で面積が最大の正11角形は折れない。また、折り紙で折れない、面積が最大の正n角形では最小の数である。
- フィボナッチ数列を構成する最初の4数の和である。(1 + 2 + 3 + 5 = 11) 1つ前は6、次は19。
- 異なる平方数の和で表せない31個の数の中で6番目の数である。1つ前は8、次は12。
- 各位の和(数字和)が2になる2番目の数である。1つ前は2、次は20。
  - 各位の和が2になる数で素数になる2番目の数である。1つ前は2、次は101。(オンライン整数列大辞典の数列 A003021)
  - 各位の和(数字和)が n になる n 番目の数である。1つ前は1、次は21。
  - 奇数という条件をつけると各位の和が2になる最小の数である。
- 各位の平方和が2になる最小の数である。次は101。(オンライン整数列大辞典の数列 A003132)
  - 各位の平方和が n になる最小の数である。1つ前の1は1、次の3は111。(オンライン整数列大辞典の数列 A055016)
- 各位の立方和が2になる最小の数である。次は101。(オンライン整数列大辞典の数列 A055012)
  - 各位の立方和が n になる最小の数である。1つ前の1は1、次の3は111。(オンライン整数列大辞典の数列 A165370)
- 各位の積が1になる2番目の数である。1つ前は1、次は111。(オンライン整数列大辞典の数列 A000042)
  - 各位の積が1になる数で最小の素数である。次は1111111111111111111。(オンライン整数列大辞典の数列 A004022)
    - 2番目のレピュニット R2 であり、レピュニット素数でもある。次のレピュニットは R3 = 111、次のレピュニット素数は R19 である。

  - 2桁の数の中では最小のズッカーマン数である。1つ前は9、次は12。
- 11 = 12 + 12 + 32
  - 3つの平方数の和1通りで表せる4番目の数である。1つ前は9、次は12。(オンライン整数列大辞典の数列 A025321)
- 11 = 62 − 52 = (6 + 5) × (6 − 5)
  - n = 6 のときの (n + 5)(n − 5) の値とみたとき1つ前は0、次は24。(オンライン整数列大辞典の数列 A098603)
- 11 = 72 − 52 − 32 − 22
  - n = 2 のときの 7n − 5n − 3n − 2n の値とみたとき1つ前は−3、次は183。(オンライン整数列大辞典の数列 A135161)
- 11 = 32 + 3 − 1 = 42 − 4 − 1
  - n = 3 のときの n2 + n − 1 の値とみたとき1つ前は5、次は19。(オンライン整数列大辞典の数列 A028387)
- 11 = 1 − 2 + 4 − 8 + 16 = 20 − 21 + 22 − 23 + 24
  - n = 2 のときの n4 − n3 + n2 − n1 + 1 の値とみたとき1つ前は1、次は61。(オンライン整数列大辞典の数列 A060884)
  - 11 = 1 − 2 + 22 − 23 + 24
    - 初項 1、公比 −2 の等比数列の和とみたとき1つ前は−5、次は−21。(オンライン整数列大辞典の数列 A077925)

  - 11 = 25 + 1/2 + 1
    - n = 2 のときの 22n+1 + 1/3 の値とみたとき1つ前は3、次は43。(オンライン整数列大辞典の数列 A007583)
- 2番目の完全数28の全ての素因数の和が11である。1つ前は5、次は39。(オンライン整数列大辞典の数列 A276663)

### 11の倍数の見分け方
- ある数が11で割り切れるかどうかの判定法として、小数点から奇数桁目の位の和と偶数桁目の位の和の差が 11 の倍数ならば、この数は 11 の倍数である、というのがある。
  - 例: 11 × 8348 = 91828, (8 + 8 + 9) − (2 + 1) = 22 = 11 × 2

一般に、小数点から奇数桁目の位の和から偶数桁目の位の和を引いた数は、元の数と 11 を法としたときの剰余に等しい。
- 別の判定法として、連続する2つの位ずつのグループに分け（桁数が奇数ならば先頭に 0 を加える）、分割された数の和が 11 で割り切れるならば、その数は 11 で割り切れる。例えば、数 65637 について、06 + 56 + 37 = 99 = 11 × 9 なので、65637 は 11 で割り切れる。最下桁に 0 を加えてもこの判定法は成立する。例えば、数 65637 について、65 + 63 + 70 = 198 は 11 で割り切れる。一般に、全てのグループの数字の個数が偶数個であればよい（全てのグループが同じ個数の数字を持つ必要はない）。
- 十進法において、ある整数が11で割り切れる数かを判定する簡単なテストがある。奇数桁にある数を全て加え、それから偶数桁にある数を全て加える。これらの差が11で割り切れる場合、その整数は11で割り切れる[2]。例えば、65637 を例に取ると、(6 + 6 + 7) − (5 + 3) = 11 なのでこれは 11 で割り切れる。このテクニックは個々の数字というよりも、各グループにおける数字の数が奇数であれば、縦え同じ数でなくても、数字のグループに対して適用できる。例えば、65637 を例に取ると、3桁ずつとって 65 − 637 = −572（11で割り切れる数）となる。

## 科学において
- ナトリウムの原子番号。
- 化学では、第11族元素は、古代から知られている3つの造幣用の金属銅、銀、金、および1994年に発見された超重元素レントゲニウムも含む。
- M理論によると、宇宙の時空は11次元である。

### 天文学
- アポロ11号は月に着陸した最初の有人宇宙船である。
- 太陽活動周期は約11年である。
- メシエカタログの天体、M11 はたて座にある散開星団。
- ニュージェネラルカタログの天体、NGC 11 はアンドロメダ座にある渦巻銀河。
- インデックスカタログの天体、IC 11 はカシオペヤ座にあるHII領域。
- メロッテカタログの天体、Mel 11 はカシオペヤ座にある散開星団。
- 紀元前2511年12月26日に開始し、紀元前1158年3月18日で終わった日食のシリーズのサロス周期の番号[3]。サロス周期11の期間は1352.2年であり、76回の日食を含んでいた。
- 紀元前2389年6月19日に開始し、紀元前1037年9月8日で終わった月食のシリーズのサロス周期の番号[3]。サロス周期11の期間は1352.2年であり、76回の月食を含んでいた。

## 音楽において
- ファゴットのキーの数（ウィスパーキーをカウントしない）。少数のファゴットは12番目のキーを持っている。
- モキュメンタリー This Is Spinal Tap で、スパイナル・タップのアンプはアップ・トゥ・イレブンとなる。
- イーゴリ・ストラヴィンスキーの春の祭典において、同じコードの11回の連続した繰り返しが存在する。
- トゥールの歌 Jimmy において、数 11 は 歌詞の中で何度も聞かれる。
- スチャダラパーのアルバム。2009年発売。
- 11(キリンジのアルバム)
- UA のアルバム『11』。
- 『11』 (石川晃次のアルバム)
- 11(paris matchのアルバム)

## スポーツにおいて
- サッカーやクリケットでは1度にフィールドの上に1チームあたり11人の選手がいる。学校で、フレーズ "the first football XI" および "the first cricket XI" は一般的に、現在プレーしている1番目のチームを指す。他のチームはしばしば "the second XI" などと呼称される。
- また、サッカーにおいて、ペナルティスポットがゴールラインから約11m（正確に12ヤード）の所にあるので、ドイツ語（および、場合によってはメートル法を使用する他の国）でペナルティーキックは "Elfmeter" と称される。ポジション名が取られたピラミッドフォーメーションでは、左のウィングフォワードが11を着けた。現代のゲーム、特に4-4-2フォーメーションを使用する場合において、左サイドのミッドフィールダーが着ける。フォワードが着けることもある。
- フィールドホッケーチームは11人である。サッカーにおいてそうであるように、11 を身に着けている選手は通常左側でプレイする。
- アメリカンフットボールで同時にフィールドでプレーできるのは11人である。
- ラグビーユニオンではレフトウィングが 11 を着けている。
- ラグビーリーグは、11 は2列目のフォワードが付ける。
- クリケットでは、11番目の打者は通常テイルエンドと呼ばれ最も弱い打者である。
- 阪神タイガースの背番号11は村山実投手の永久欠番である。
- 日本プロ野球連続完投勝利記録は斎藤雅樹が持つ「11」。達成した翌年の1990年からは背番号も 11 としている。

## 軍隊において
- 銃の敬礼の中の11個の銃はアメリカ陸軍、アメリカ空軍、および海兵隊の准将、そしてアメリカ海軍、アメリカ沿岸警備隊の下半分の少将に行う。
- アメリカ合衆国軍事職業コード (MOS) はアメリカ合衆国軍歩兵役員のみならず下士官にも与えられる（AKA 11 MOSシリーズ、11B、11C、11D、11H、11M など）
- アメリカ海兵隊と海軍の歩哨のための一般命令の番号。
- 懲戒処分を書き留めるための、徴募された船舶のサービスレコードブックの中のページ。
- 第一次世界大戦は1918年11月11日の休戦協定によって終了した。午前11時にそれが発効した。
- 現在でも毎年11月11日に休戦記念日が観察される。アメリカ合衆国では復員軍人の日と呼ばれ、イギリス連邦とヨーロッパの一部では戦没者追悼記念日と呼ばれる。

## コンピューティングにおいて
- Mozilla Firefox, Opera, Konqueror, KDE, Windows用Internet Explorer 4[4]で、ファンクションキーF11はフルスクリーンビューモードにトグルを付ける。macOS ではF11は全ての開いたウィンドウを隠す。
- UNIXコンピュータのためのウィンドウ作成システムは X Window System 11 として知られる。
- ディジタル・イクイップメント・コーポレーションの PDP-11シリーズコンピュータは "elevens" と非公式に称された。
- 2021年に、Microsoftの新たなオペレーティングシステムとしてWindows 11が発表された。

## 歴史に関する 11
- 日本の11代目の天皇は、垂仁天皇。
- 鎌倉幕府の11代執権は、北条宗宣（鎌倉幕府の将軍は9代目まで）。
- 征夷大将軍の官職が設けられてから通算での第11代将軍は、久明親王（鎌倉幕府の8代将軍）。
- 室町幕府の11代将軍は、足利義澄。
- 江戸幕府の11代将軍は、徳川家斉。
- 日本の11代目の内閣総理大臣は、桂太郎。
- 大相撲の第11代横綱は不知火光右衛門である。
- アメリカ合衆国の第11代大統領はジェームズ・ポークである。
- 第11代殷王は外壬である。
- 第11代周王は宣王である。
- 第11代ローマ教皇はアニケトゥス（在位：155年? - 167年4月17日?）である。

## その他 11 に関すること
- 11の接頭辞：undeci（拉）、hendeca または hendeka（希）
- 年始から数えて11日目は1月11日。
- 11倍をウンデキュプル (undecuple) という。
- 3本の映画、ベン・ハー（1959年）、タイタニック（1997年）、およびロード・オブ・ザ・リング/王の帰還（2003年）は公開された年のアカデミー作品賞を含むアカデミー賞の11部門を受賞した。
- マスタ番号の1番目であるので、数11は数秘術において重要である。
- 12:00（深夜）のわずか1時間前にある、eleventh hour は何かを世話する可能な最後の瞬間を意味し、しばしば至急の危険または緊急事態の状況を暗示する。
- 占星術では、宝瓶宮は黄道十二星座の11番目のサインである。
- オーシャンズイレブンは2本のアメリカ合衆国の映画の名前である。
- バスク語では hamaika ("11") は恐らく amaigabe（"終わりがない"）に由来する"無限"との二重の意味を持っている。例えば Hamaika aldiz etortzeko esan dizut!（私はあなたに来るように11回/無限回話しました!）
- アメリカン航空11便テロ事件は、2001年9月11日にボストンからロサンゼルスのフライトがニューヨーク州ニューヨークのテロリストにハイジャックされた後にワールドトレードセンターの北タワーに衝突した事件である。
- ロンドンバスルート11はロンドンを低価格で観光する方法である。
- ブラックジャックにおいて、エースはプレイヤーのために有利なように 1 または 11 と解釈できる。
- クラップスにおいては、「ナチュラル」と呼び、ポイントナンバーが決まる前のパスラインベットと、カムベット後の第一投目にこの目が出ると、勝ちとなる。また、7(Seven)と発音が似ているため、「Yo」または「Yo-leven」と呼び差別化している。
- 11 はフランスのオード県の番号である。
- タロットの大アルカナでは、現在広く用いられているウェイト版タロットでは「正義」、マルセイユ版タロットを始めとする伝統的なデッキでは「力」である。
- トランプで 11 のカードはジャック。
- 易占の六十四卦で第11番目の卦は、地天泰。
- 千手観音は頭上に 11 または 27 の顔を持ち、救う対象に合わせた接し方をするといわれている。
- 11 を名称に含む鉄道車両には、JR東海キハ11形気動車、国鉄キハ11形気動車、国鉄C11形蒸気機関車などがある。
- 大阪府茨木市に近鉄バスの「十一」（じゅういち）という停留所がある。
- JIS X 0401、ISO 3166-2:JPの都道府県コードの「11」は埼玉県。
- コンビニエンスストアのセブン-イレブンの名称は、かつて営業時間が朝7時から夜11時までだったことに由来する。
- テレビ番組の名称の中には、11PM のように、放送時間に由来して 11 が含まれるものが多数存在する。
- BS11のBSデジタルリモコンキーIDとショップチャンネルのBS4KリモコンキーIDは 11 である。
- メ〜テレ（ANN系列）・ABS秋田放送・KRY山口放送（NNN/NNS系列）、SBC信越放送・SBS静岡放送・RSK山陽放送・RKK熊本放送（JNN系列）、FTV福島テレビ（FNN/FNS系列）、FBC福井放送（NNN/NNSとANNのクロスネット）のアナログ放送の親局チャンネル数は 11 である。
- 野鳥のジュウイチは、「ジュウイチ ジュウイチ」と囀ることから名前が付けられた。
- 日本の検察審査会は、無作為抽出された11人の有権者で構成されている。
- クルアーンにおける第11番目のスーラはフードである。
- 攻殻機動隊2ndGIGで秘密裏に散布された電脳ウイルスの名前が個別の11人。
- 『11人いる!』は萩尾望都の漫画。

## 符号位置
| 記号 | Unicode | JIS X 0213 | 文字参照         | 名称                        |
| ---- | ------- | ---------- | ---------------- | --------------------------- |
| Ⅺ    | U+216A  | 1-13-31    | &#x216A; &#8554; | ROMAN NUMERAL ELEVIN        |
| ⅺ    | U+217A  | 1-12-31    | &#x217A; &#8570; | SMALL ROMAN NUMERAL ELEVIN  |
| ⑪    | U+246A  | 1-13-11    | &#x246A; &#9322; | CIRCLED DIGIT ELEVIN        |
| ⑾    | U+247E  | -          | &#x247E; &#9342; | PARENTHESIZED DIGIT ELEVIN  |
| ⒒    | U+2492  | -          | &#x2492; &#9362; | DIGIT ELEVIN FULL STOP      |
| ⓫    | U+24EB  | 1-12-11    | &#x24EB; &#9451; | DOUBLE CIRCLED DIGIT ELEVIN |